# 和平桥街道
和平桥街道，是中华人民共和国江苏省南通市崇川区下辖的一个乡镇级行政单位。

## 行政区划
和平桥街道下辖以下地区：
濠阳社区、濠城社区、北濠东村社区、华侨社区、百花苑社区、濠西社区、颐和社区和起凤社区。